# Apium nodiflorum
Apium nodiflorum là một loài thực vật có hoa trong họ Hoa tán. Loài này được (L.) Lag. mô tả khoa học đầu tiên năm 1821.

## Hình ảnh

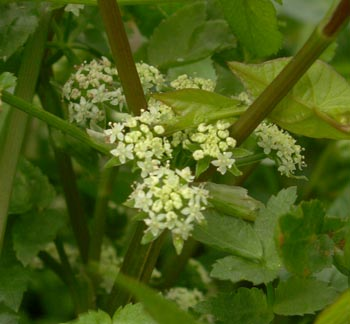
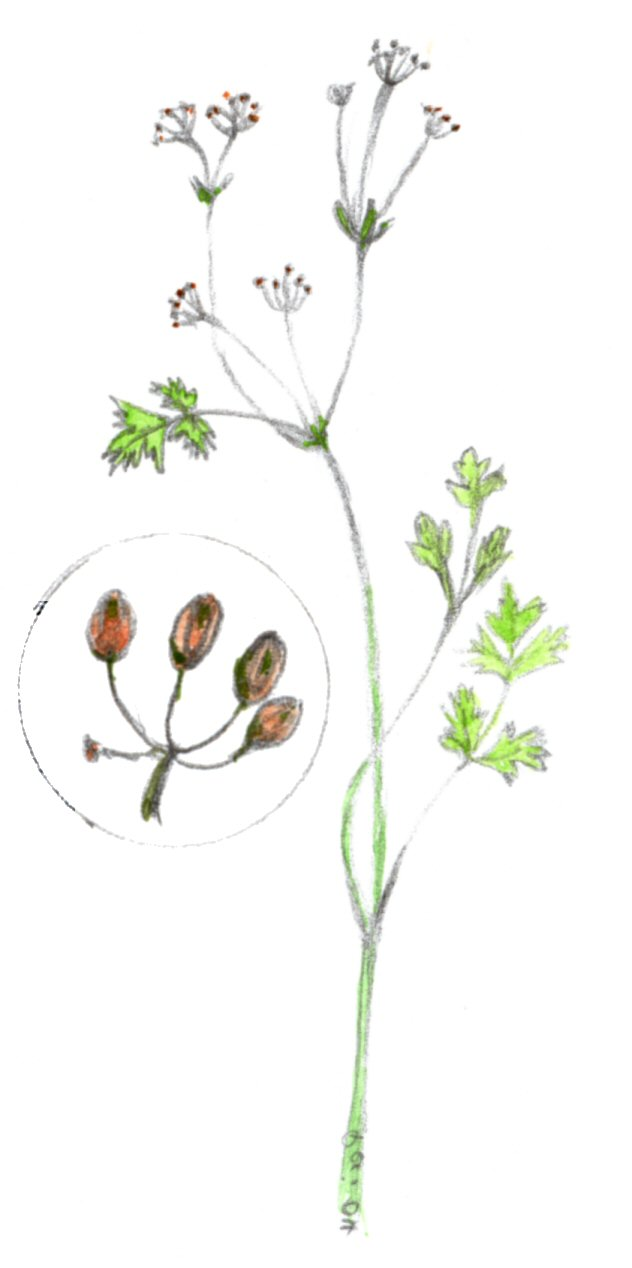
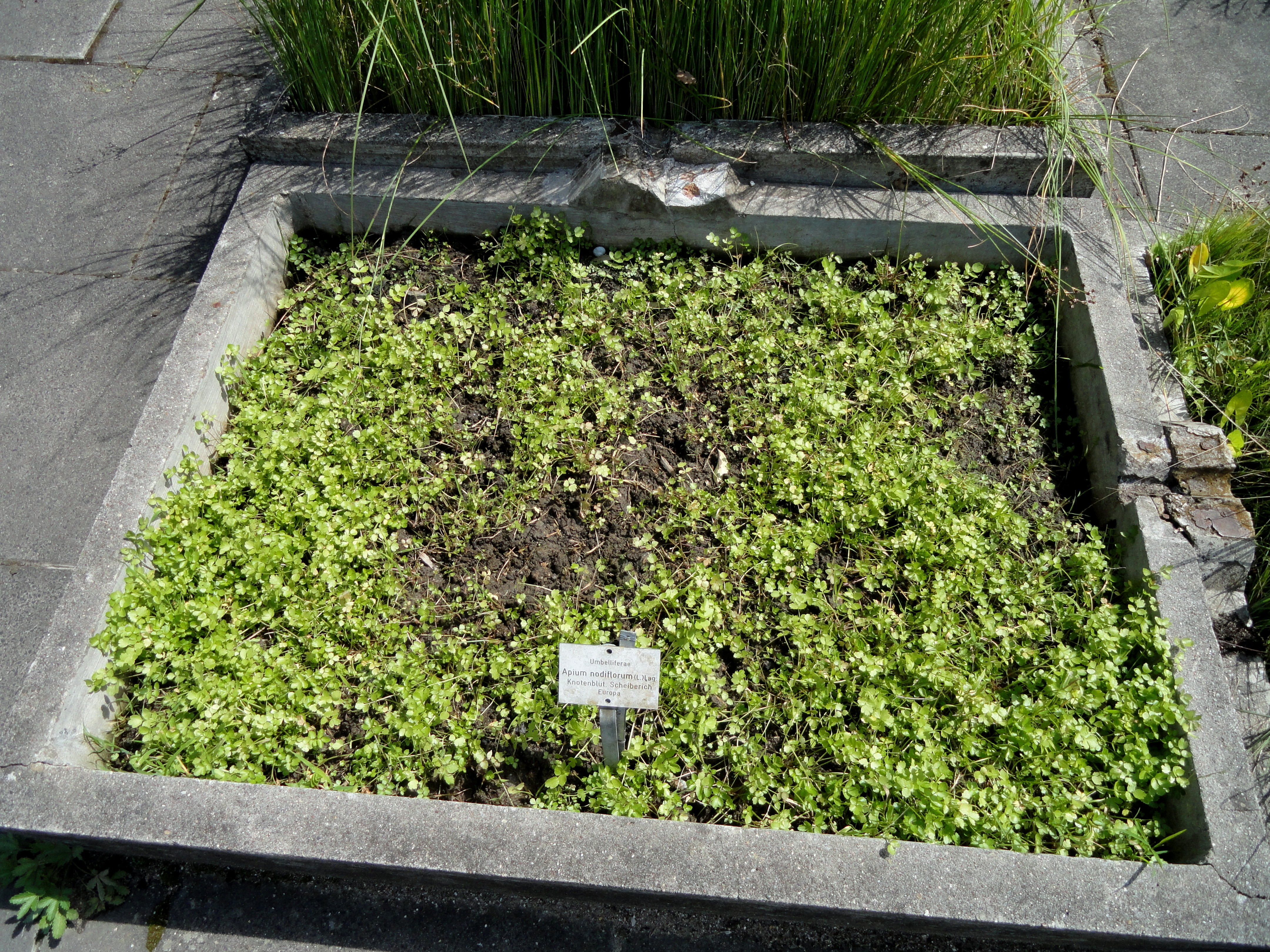
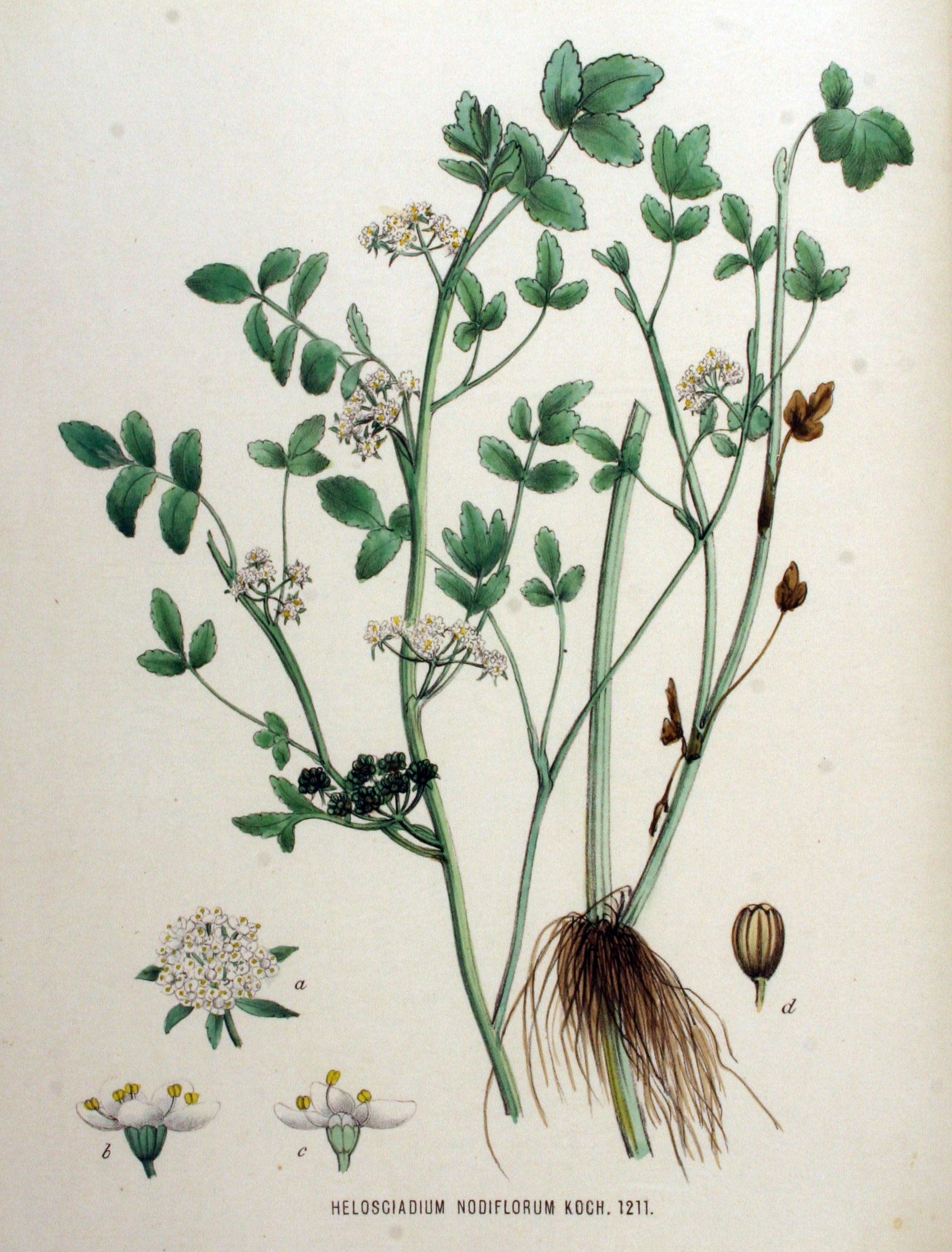